# Сириккасы
Сириккасы́ (чув. Ҫирӗккасси) — деревня в Аликовском муниципальном округе Чувашской Республики. Входила в состав Большевыльского сельского поселения до его упразднения в 2022 году.

## География
Деревня расположена на реке Выла примерно в 15 км к западу от села Аликово и в 65 км к юго-западу от Чебоксар.

### Климат
Климат умеренно континентальный с продолжительной холодной зимой и тёплым летом. Средняя температура января −12,9 °C, июля 18,3 °C, абсолютный минимум достигал −44 °C, абсолютный максимум 37 °C. За год в среднем выпадает до 552 мм осадков.

## Население
| 2010 | 2012 |
| ---- | ---- |
| 285  | ↗347 |

Большинство чуваши.

## Средства массовой информации
- Газеты и журналы: Аликовская районная газета «Пурнăç çулĕпе» — «По жизненному пути»
- Радиостанции: В районе прекратили использовать проводное радио. Поэтому население использует радиоприёмные устройства для приёма местных и республиканских каналов на чувашском и русских языках.
- Телевидение: Население использует эфирное и спутниковое телевидение, за отсутствием кабельного телевидения. Эфирное телевидение позволяет принимать национальный канал на чувашском и русском языках.